# Barrio Argentina
El Barrio Argentina es uno residencial ubicado en el sector norte de la comuna de Quinta Normal, en la ciudad de Santiago, Chile. Sus límites son la Avenida Carrascal al norte —con el barrio Lo Franco—, la Avenida Joaquín Walker Martínez al este —con el barrio Tropezón—, la Avenida Mapocho al sur —con el barrio Garín— y la calle Samuel Izquierdo al oeste.
Tiene casas con terrenos amplios y calles anchas por su diseño con plan hipodámico. Su principal arteria vial es la Avenida Salvador Gutiérrez y debe su nombre a que sus calles en sentido norte-sur homenajean a provincias de dicho país: La Rioja, Catamarca, Corrientes, Jujuy, Salta, Entre Ríos, Santa Fe y Mendoza, o están relacionadas como Alberdi y La Plata. Cuenta con tres ferias libres.